# Chrysomela cyaneoviridis
Chrysomela cyaneoviridis é uma espécie de artrópode pertencente à família Chrysomelidae.